# Broletto de Pavie
Pour les articles homonymes, voir Broletto.
Le Broletto ou Palais Broletto de Pavie, en Italie, a abrité pendant des siècles les bureaux du gouvernement civique de cette ville située dans la région de Lombardie, en Italie. Le terme Broletto désigne un édifice équivalent à la mairie ou à l'assemblée municipale.

## Histoire et architecture
Le Palatium Novum, siège de la municipalité, a été construit au-dessus d'une zone qui abritait des domus et d'autres bâtiments de l'époque romaine. En témoignent une mosaïque (maintenant conservée dans les musées civiques) et d'autres artefacts datant du IVe  ou  Ve siècle  trouvés lors des restaurations effectuées entre 1926 et 1928.
L'aile sud du bâtiment a d'abord été construite, immédiatement suivie par l'aile est, les historiens pensent que cela s'est produit vers les deux dernières décennies du XIIe siècle, comme en témoigne une inscription conservée dans les musées civiques. Plus tard, en seulement deux ans (1197-1198), le nouveau bâtiment donnant sur la Piazza Cavagneria a été érigé.
En 1236, la partie nord, donnant sur la Piazza Vittoria, et la partie est ont été ajoutées, de manière à créer une grande cour insérée dans les trois ailes du complexe. Comme d'autres édifices municipaux du nord de l'Italie, ces structures possédaient des arcades au rez-de-chaussée, dont il reste des traces dans la façade qui ferme la cour du broletto au sud.
Vers 1264, le broletto a commencé à être divisé entre « Nouveau Palais » et « Vieux Palais » et « Maison du podestat ». Le « Vieux Palais » abritait les consuls de justice de l'Oltrepò et de la Lomelline, les conseils secrets, tandis que le « Nouveau Palais » abritait le Conseil et la crédence des Cent Sages et le Conseil général des Mille Credenziari. À partir des premières décennies du XIVe siècle, un organe politique plus petit a été créé, le Conseil des Douze Sages, qui se réunissait dans la chambre du podestat. Ils occupaient sans doute la cour et le portique du Collège des juges.

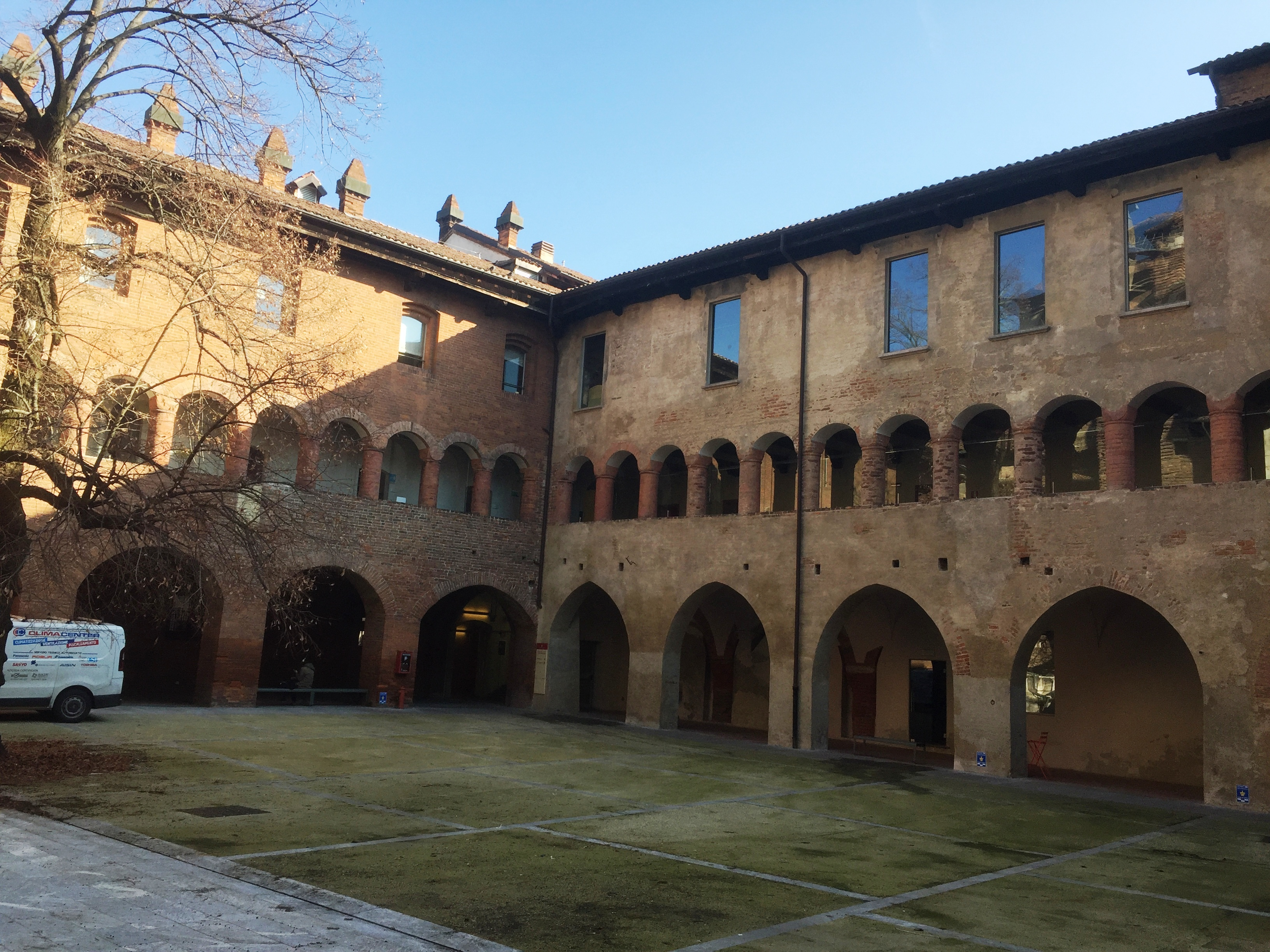
La Cour.

À l'époque Visconti, le complexe a subi plusieurs interventions, telles que la transformation de certaines fenêtres (enrichies de cadres bicolores), la fermeture partielle des anciennes loggias du rez-de-chaussée, tandis que, au moins à partir de 1398, dans l'aile sud de le bâtiment, celui qui donne sur la Piazza Cavagneria, des prisons ont été créées. 
En 1498, la façade de la Piazza Vittoria est redessinée : une loggia est créée, divisée en deux ordres d'arcs entrecoupés de tondi en terre cuite. Entre 1539 et 1544, la loggia Notai a été construite dans la cour, à côté de laquelle la chapelle de la prison a été construite en 1556 (démoli plus tard en 1862). Entre 1561 et 1564, l'escalier de la façade est reconstruit, menant à la salle du Conseil général. Le palais était l'hôtel de ville de Pavie jusqu'en 1875, date à laquelle la municipalité a transféré son siège dans le somptueux palais Mezzabarba, et le broletto est devenu un bâtiment scolaire. Pendant la période fasciste, c'était le siège du Parti national fasciste. Après 1945, le bâtiment a abrité des écoles secondaires inférieures jusqu'en 1989, il est actuellement le siège de l'IUSS School for Advanced Studies. Le Palazzo Broletto abrite également des expositions temporaires d'art moderne et contemporain.